# Blindheim (volley-ball féminin)
Pour les articles homonymes, voir Blindheim (homonymie).
 (juin 2025).
Blindheim est un club norvégien de volley-ball fondé en 1936 et basé à Ålesund, évoluant pour la saison 2017-2018 en 1.divisjon kvinner.

## Effectifs

### Saison 2014-2015
Entraîneur :  Marcin Gården